# Benzenetricarbonilcromo
Il benzenetricarbonilcromo è il composto metallorganico di formula Cr(η6-C6H6)(CO)3. In condizioni normali è un solido cristallino giallo solubile nei comuni solventi non polari. La molecola possiede una struttura detta a sgabello di pianoforte (dall'inglese piano stool), data la posizione dell'anello arilico rispetto ai tre leganti CO che paiono i piedi dello sgabello.

## Sintesi
Il Cr(η6-C6H6)(CO)3 fu descritto per la prima volta nel 1957 da Fischer e Öfele, che lo prepararono per carbonilazione del dibenzenecromo, Cr(η6-C6H6)2. La reazione portò a cromo esacarbonile, Cr(CO)6, come prodotto principale, assieme a tracce di Cr(η6-C6H6)(CO)3. La procedura fu ottimizzata facendo reagire Cr(CO)6 e Cr(η6-C6H6)2. Per scopi commerciali si usa la reazione tra Cr(CO)6 e benzene:
Cr(CO)6 + C6H6 → Cr(η6-C6H6)(CO)3 + 3 CO

## Applicazioni
Cr(η6-C6H6)(CO)3 è sostanzialmente più elettrofilo del benzene, e può dare sostituzione nucleofila. È anche più acido, e subisce litiazione se trattato con n-butillitio. Il composto organolitio risultante può dare sostituzione con vari elettrofili, come ad esempio il trimetilclorosilano (TMSCl):
Cr(η6-C6H6)(CO)3  +  BuLi   →   Cr(η6-C6H5Li)(CO)3  +  BuH
Cr(η6-C6H5Li)(CO)3  +  TMSCl  →   Cr(η6-C6H5TMS)(CO)3  +  LiCl
Cr(η6-C6H6)(CO)3 è un catalizzatore utile per l'idrogenazione degli 1,3-dieni. L'addizione di idrogeno in 1,4 produce alcheni. Il complesso non idrogena doppi legami isolati.

## Sicurezza
Il prodotto è considerato nocivo per inalazione, contatto con la pelle e ingestione. Non è classificato come cancerogeno.